# 2012年ミャンマー列車脱線事故
2012年ミャンマー列車脱線事故（2012ねんミャンマーれっしゃだっせんじこ、英: 2012 Burma train crash）は、ミャンマー連邦共和国の中央ミャンマーにあるKantbalu付近にて、2012年11月9日に発生した鉄道事故である。
ペトロールが入った7両のワゴンおよびディーゼル燃料が入った2両を含む列車が、マンダレーからミッチーナーまでを移動している途中、脱線転覆し炎上した。
この事故により、死亡者数は不明だが少なくとも27名が死亡し、80名以上が負傷した（政府発表では25名死亡、62名負傷）。
また、情報省によると、村民の多くが事故を起こした列車から漏れた燃料を集めようとして、列車火災に巻き込まれたと述べている。